# Учнівська (зупинний пункт)
Учні́вська — пасажирський залізничний зупинний пункт Одеської дирекції Одеської залізниці на лінії Чорноморська — Одеса-Головна.
Розташований на півдні села Кремидівка, Лиманський район, Одеської області між станціями Кремидівка (4 км) та Кулиндорове (7 км).
На платформі зупиняються приміські поїзди.